# Aridelus tsuifengensis
Aridelus tsuifengensis är en stekelart som beskrevs av Chou 1987. Aridelus tsuifengensis ingår i släktet Aridelus och familjen bracksteklar. Inga underarter finns listade.